# Fazekas-zsomboly
A Fazekas-zsomboly az Aggteleki Nemzeti Parkban található egyik barlang. A barlang az Aggteleki-karszt és a Szlovák-karszt többi barlangjával együtt 1995 óta a világörökség része.

## Leírás
Komjáti központjától északra, az Alsó-hegy fennsíkján, a Vecsem-bükk csúcstól K-re (71,5°-ra), 1590 m-re, töbör K-i oldalában, közel a töbör pereméhez nyílik a barlang bejárata. A 48/4-es sorszámú határkőtől kb. D-re elhelyezkedő töbörsornak a határtól számított harmadik töbrében van a barlangbejárat. A határkőtől kb. 150–200 m-re lévő lezáratlan, függőleges tengelyirányú bejárata természetes és nagy, de csak közelről észrevehető. Bejáratától É-ra, 50–60 m-re nyílik a Köcsög-zsomboly.
A középső triász wettersteini mészkőben kialakult barlang két aknából áll és lépcsőzetes. Bejárati aknája körülbelül három méter átmérőjű. Vízszintes kiterjedése 12 méter. Különböző cseppkövek, például cseppkőlefolyások és borsókövek figyelhetők meg benne. Megtekintéséhez engedély és kötéltechnikai eszközök alkalmazása szükséges. Bejárásakor 20 méter kapaszkodó kötelet ajánlott használni.
A barlang a nevét az 1990-ben benne talált fazekak miatt kapta.

## Kutatástörténet
Lehet, hogy ezt a barlangot és kutatását írta le Scholtz Pál Kornél 1911-ben készült kéziratában. 1911. június 10. és 13. között járt a zsombolynál Scholtz Pál Kornél. A kézirat szerint egy kúttól fél óra alatt érték el az egyes számú lyukat, amelyben falétra állt, 460 méter magasságban nyílt és mélysége 16 méter volt. Jordán Károly és Jordán Viktor kötél segítségével mentek le az aljára. Az 1984-ben megjelent, Magyarország barlangjai című könyv országos barlanglistájában nem szerepel a barlang.
A MAFC Barlangkutató Csoport 1990. évi jelentésében lett először leírva a barlang. A kéziratba bekerült a barlang vetített hossz-szelvény térképe és alaprajz térképe. Az alaprajz térkép két részből áll. Az 1990. évi Karszt és Barlang szerint a Fazekas-zsomboly 18 m mély. 1991-ben a MAFC Barlangkutató Csoport mérte fel a barlangot, majd szerkesztette meg a barlang alaprajz térképét, hosszmetszet térképét és 2 keresztmetszet térképét. Az alaprajz térképen és a hosszmetszet térképen látható a 2 keresztmetszet elhelyezkedése a barlangban. A hosszmetszet térkép szerint a barlang kb. 15 m mély. (A KvVM Barlang- és Földtani Osztályon található egy Fazekas-zsombolyt bemutató térképlap, amely a barlang 1991-ben készült térképei alapján lett szerkesztve. Ennek a térképlapnak a készítője, valamint a készítés ideje ismeretlen és a térképlapon máshogy vannak a barlang 1991-es térképei elrendezve.)
Az 1992-ben kiadott, Alsó-hegyi zsombolyatlasz című könyv topográfiai térképein nem szerepel a barlang. A kiadványban megjelentek a barlang 1991-ben készült térképei. A barlang 1995 óta az Aggteleki-karszt és a Szlovák-karszt többi barlangjával együtt a világörökség része. A Nyerges Attila által 1997-ben készített szakdolgozat szerint a 18 m mély Fazekas-zsomboly az Alsó-hegy magyarországi részének 34. legmélyebb barlangja. A 33. legmélyebb (Cickány-zsomboly) szintén 18 m mély. A 2008. szeptember 27-én megrendezett XV. Lakatos Kupa kiadvány szerint 15 méter mély barlang. Nem volt a verseny helyszínei között.
Az Alsó-hegy karsztjelenségeiről szóló, 2019-ben kiadott könyvben az olvasható, hogy a Fazekas-zsomboly 25 m hosszú és 15,5 m mély. A barlang azonosító számai: Szlovákiában 164, Magyarországon 5452/62. A könyvben publikálva lettek a barlang 1991-ben készült térképei. A barlangot 1991-ben a MAFC mérte fel, majd 1991-ben a MAFC a felmérés alapján megrajzolta a barlang térképeit. A térképeket 2015-ben Luděk Vlk digitalizálta. A kiadványhoz mellékelve lett az Alsó-hegy részletes térképe. A térképet Luděk Vlk, Mojmír Záviška, Ctirad Piskač, Jiřina Novotná, Miloš Novotný és Martin Mandel készítették. A térképen, amelyen fekete ponttal vannak jelölve a barlangok és a zsombolyok, látható a Fazekas-zsomboly (5452/62, 164) földrajzi elhelyezkedése.

## További irodalom
- Scholtz Pál Kornél: Beszámoló az 1911. évi június hó 10-13 közötti tett expedícióról a szilasi fennsíkon. Napló, kézirat. 1911.